# ジャガンナート

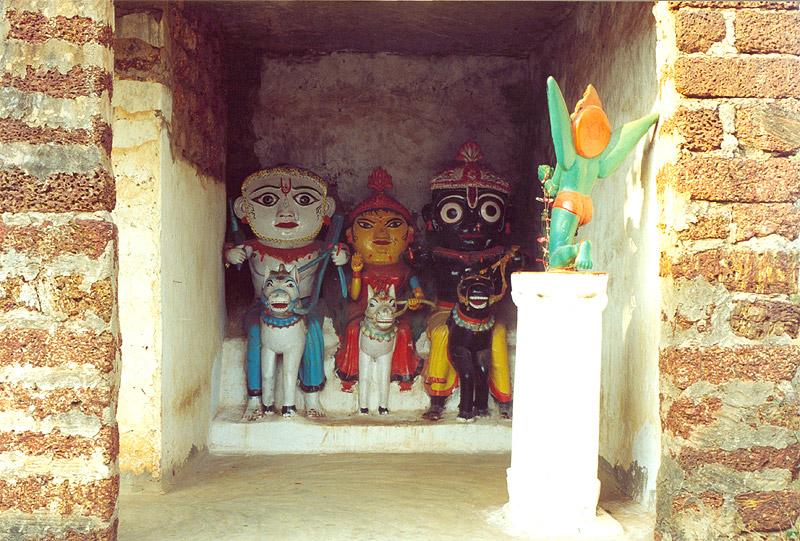
左から兄バララーマ、妹スバドラー、ジャガンナート（ジャガンナート寺院）

ジャガンナートまたはジャガンナータ（梵: जगन्नाथ、オリヤー語: ଜଗନ୍ନାଥ、Jagannāth(a)；「世界の主」の意）はヒンドゥー教の神である。元はインド洋東岸オリッサ地方の土着神だったが、後にヒンドゥー教に習合されヴィシュヌ神の化身の一つであるクリシュナと同一視されるようになった。
オリッサ州の海辺の町プリーにあるジャガンナート寺院（Jagannāth Mandir）の本尊として、兄バララーマ（बलराम 、ବଳରାମ 、Balarāma、クリシュナと共にヴィシュヌの化身の一つ）、妹スバドラー（सुभद्रा 、ସୁଭଦ୍ରା 、Subhadrā 、アルジュナの妻）と共に祀られていることでも有名である。この地はヒンドゥー教四大聖地の一つに数えられている。

## 祭礼

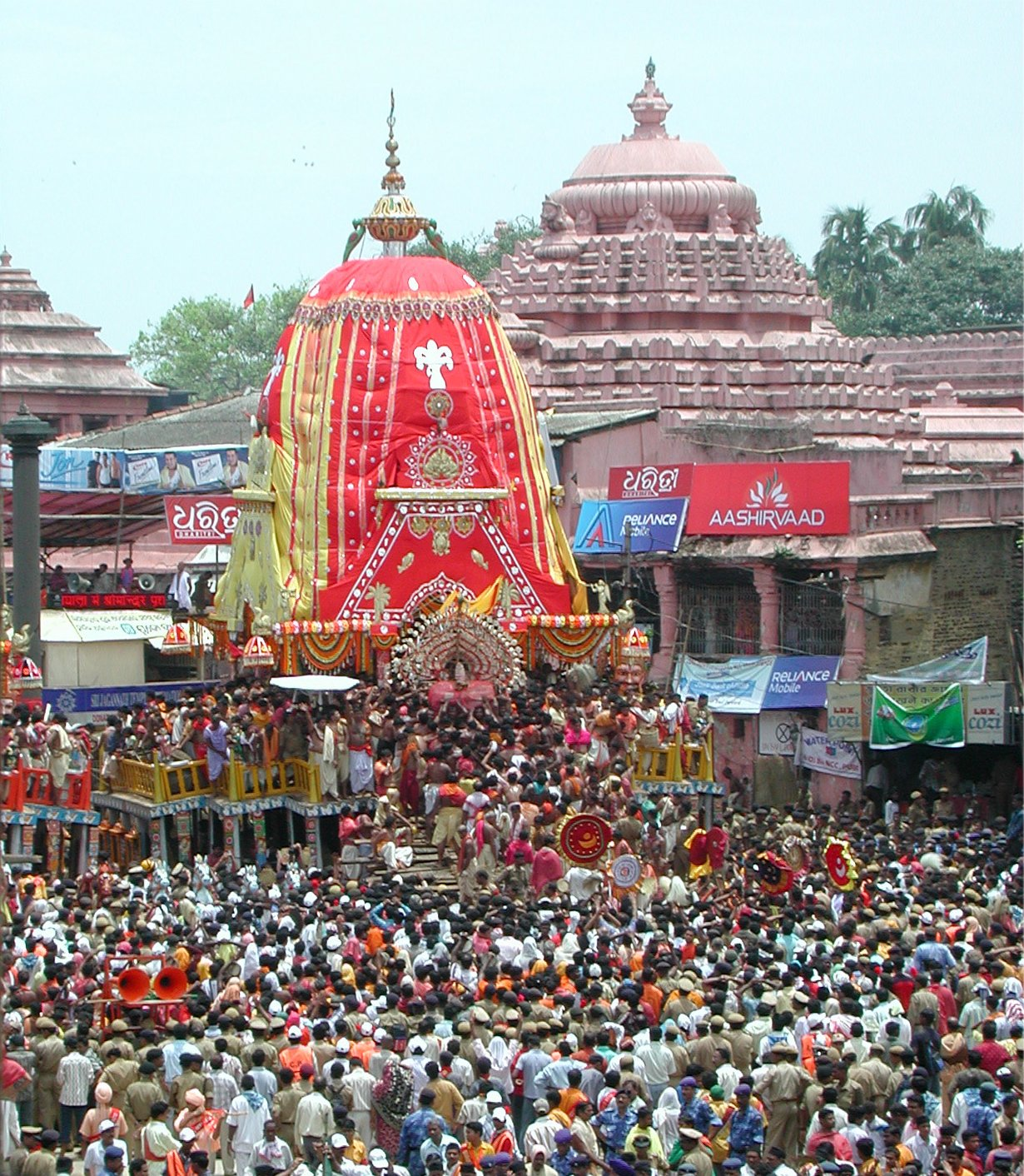
2007の祭りで使われた山車

6～7月（ヒンドゥー暦3月）の9日間、プリーで催されるラト・ヤートラー（ରଥଯାତ୍ରା、Rath Yātrā、「山車の行進」）祭では、ジャガンナートら3人を載せた豪華な装飾が施された巨大な山車（ラト、ରଥ）が大通りに出され、グンディチャー寺院（Gundichā Mandir、ଗୁଣ୍ଡିଚା ମନ୍ଦିର）までの約2.7kmの道程を練り歩く。この祭りはクリシュナの故郷帰還を記念するもので、ジャガンナートたちは行進の道すがら、彼らの寺院を建ててくれたおばグンディチャーの家であるマウシマー寺院（Mausimā Mandir）を表敬訪問し、そこで彼の好物であるポーダ・ピター（ପୋଡ଼ ପିଠା、poḍa piṭhā 、関西風お好み焼きに少し似た、オリッサ地方の粉もの料理）を振る舞われ、グンディチャー寺院に7日間留まった後、再びジャガンナート寺院へと帰っていくとされる。この神聖な行列を観た者には福徳があると信じられており（ଦର୍ଶନ、darśana、 ダルシャナ）、山車の周りは毎年大勢の人々でごった返している。
13世紀末～14世紀初期のフランシスコ会宣教師オドリーコ・ダ・ポルデノーネ（Odorico da Pordenone）は、当時のこの祭りについて記録を残している。彼は救済を求め、ジャガンナートの山車に轢かれて死ぬことを望む信者について書き残した。
大阪・吹田市の国立民族学博物館にはこの山車の巨大なレプリカが展示されている。

## 他言語圏での解釈
英語では juggernaut （ジャガーノート）と表記されるが、上記の報告から転じて「恐ろしい犠牲を強いる絶対的な力や存在」を意味する単語ともなっている。

## ギャラリー

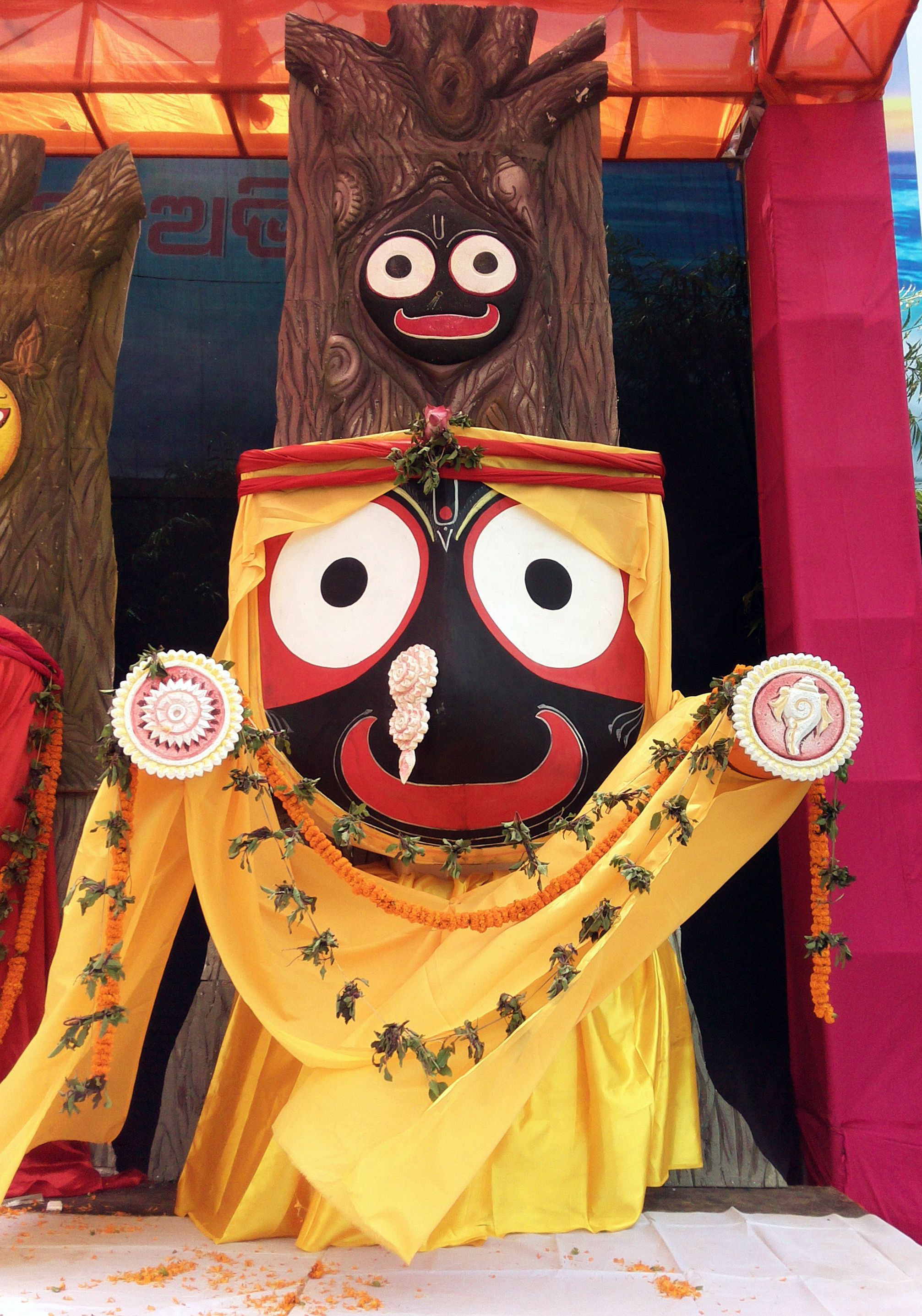
オリッサ州ブバネーシュワルに祭られているインドセンダンの木を塗装したジャガンナートの像
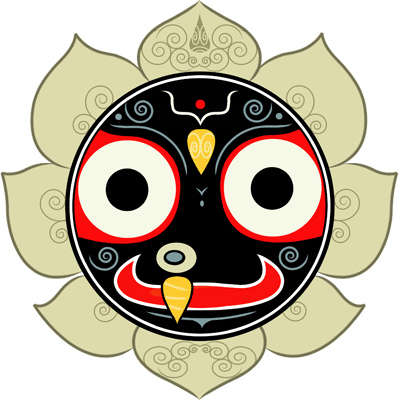
ジャガンナートの図像
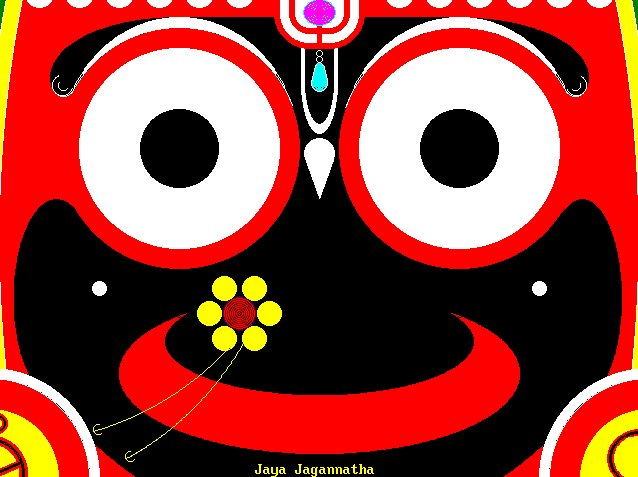
ジャガンナートの図像

## 参照・脚註
1. ↑  バララーマは、出産前の第1夫人デーヴァキー（クリシュナの生母）の胎内から第2夫人ローヒニー（スバドラーの生母）の胎内へと移されて産まれた。その為、バララーマは血縁上はクリシュナの実兄かつスバドラーの異母兄だが、出生上はクリシュナの異母兄かつスバドラーの実兄になる。
2. ↑  Online Etymology Dictionary
3. ↑  Is `juggernaut' derived from Lord Jagannath?（「ザ・ヒンドゥー」紙サイト）
4. ↑  Wendy Doniger; Merriam-Webster, In (1999). Merriam-Webster's Encyclopedia of World Religions. Merriam-Webster. p. 547. ISBN 978-0-87779-044-0